# Pawieł Abrosimow (architekt)
Pawieł Wasiljewicz Abrosimow (ros. Павел Васильевич Абросимов; ur. w 1900, zm. w 1961) – radziecki architekt, laureat Nagrody Stalinowskiej.

## Życiorys
W 1928 ukończył Akademię Sztuk Pięknych w Leningradzie, był uczniem Iwana Fomina и Władimira Szczuko. Od 1928 był członkiem pracowni architektonicznej Leningradzkiej Rady Miejskiej. Od 1933 pracował w Moskwie.
Brał udział w II wojnie światowej.
Od 1944 był członkiem WKP(b). W latach 1955–1961 był I sekretarzem Związku Architektów ZSRR . 

## Nagrody i odznaczenia
- Nagroda Stalinowska (1949).

## Wybrane prace
- jeden z autorów projektu Domu politkatorżan (1930);
- jeden z autorów projektu akademików (1932-33) w Leningradzie,
- autor projektu siedziby Rady Komisarzy Ludowych Ukraińskiej SRR w Kijowie (1934-1938);
- współautor, razem z Iwanem Fominem, budynku Ludowego Komisariatu Spraw Wewnętrznych w Kijowie (1936-1938)[2];
- autor projektu kompleksu budynków Moskiewskiego Uniwersytetu Państwowego (1949-1953)[1] .